# Южно Комое
Южно Комое (на френски: Sud-Comoé) е един от 19-те региона на Кот д'Ивоар. Разположен е в югоизточната част на страната и има излаз на Атлантическия океан. На изток граничи с Гана. Площта му е 6250 км², а населението, според преброяването от 2007 г., е приблизително 620 000 души. Столицата на региона е град Абоасо.
Регионът е разделен на три департамента – Абоасо, Адиаке и Гран-Басам.